# Hansen (efternavn)
| Drenge- | Drenge-   | Pige- | Pige-    | Efter- | Efter-      |
| ------- | --------- | ----- | -------- | ------ | ----------- |
| 1       | Peter     | 1     | Anne     | 1      | Nielsen     |
| 2       | Michael   | 2     | Mette    | 2      | Jensen      |
| 3       | Lars      | 3     | Kirsten  | 3      | Hansen      |
| 4       | Jens      | 4     | Hanne    | 4      | Andersen    |
| 5       | Thomas    | 5     | Anna     | 5      | Pedersen    |
| 6       | Henrik    | 6     | Helle    | 6      | Christensen |
| 7       | Søren     | 7     | Maria    | 7      | Larsen      |
| 8       | Christian | 8     | Susanne  | 8      | Sørensen    |
| 9       | Martin    | 9     | Lene     | 9      | Rasmussen   |
| 10      | Jan       | 10    | Marianne | 10     | Jørgensen   |

 For alternative betydninger, se Hansen. (Se også artikler, som begynder med Hansen)
Hansen er et almindeligt efternavn i Danmark, Norge og Færøerne. Navnet betyder søn af Hans. 
I 2005 hed 246.657 personer i Danmark Hansen til efternavn. I 2012 hed 2.230 personer på Færøerne Hansen til efternavn.

## Kendte personer med navnet
- Bogi Hansen, færøsk havbiolog
- Carla Hansen, dansk tegneserieskaber.
- Carsten Hansen, dansk folketingspolitiker.
- Constantin Hansen, dansk maler.
- Emil Christian Hansen, dansk fysiolog og brygger.
- Erik Ninn-Hansen, dansk jurist og tidligere minister.
- Eva Kjer Hansen, dansk folketingsmedlem og minister.
- Flemming Hansen, dansk politiker som repræsenterede Det Konservative Folkeparti.
- Frantz Johannes Hansen, dansk forfatter.
- Gunnar "Nu" Hansen, dansk journalist.
- Gus Hansen, dansk professionel pokerspiller.
- H.C. Hansen, dansk politiker og statsminister.
- Hans Gammeltoft-Hansen, dansk jurist og Folketingets ombudsmand.
- Hans Hedtoft Hansen, dansk politiker og statsminister.
- Holger Juul Hansen, dansk skuespiller.
- Ivar Hansen, dansk folketingsformand og minister.
- Jens Marni Hansen, færøsk sanger og musiker.
- Max Hansen, dansk sanger, skuespiller, tekstforfatter og komponist
- Max Hansen Jr., dansk skuespiller
- Ann-Mari Max Hansen, dansk skuespillerinde
- Mikkel Hansen, dansk håndboldspiller.
- Peder Hansen Resen, dansk historiker.
- Peter Hansen, adskillige findes med dette navn
- Percy Howard Hansen, engelsk-dansk soldat.
- Preben Møller Hansen, dansk fagforeningsleder, politiker og krovært.
- Peter Lysholt Hansen, dansk diplomat.
- Ralph Lysholt Hansen, dansk politiker.
- Tage Skou-Hansen, dansk forfatter.
- Theophilus Hansen, dansk arkitekt.
- Torben Hansen, navnet på flere personer, bl.a. et dansk folketingsmedlem.
- Vilhelm Hansen, dansk tegneserieskaber.